# Rainbow Bridge (Niagarafallen)
Rainbow Bridge officiellt Niagara Falls International Rainbow Bridge är  en bågbro som korsar Niagarafloden 350 meter nedströms de amerikanska  Niagarafallen. Bron förbinder tvillingstäderna Niagara Falls i USA och Niagara Falls i Kanada.
Rainbow Bridge byggdes som ersättning för bron Honeymoon Bridge som kollapsade den 27  januari 1938 som följd av en upphopning av is i floden. 
Bygget av en ny bro hade diskuterats i "NFBC", en amerikansk-kanadensisk kommission, sedan början av år 1938. 
Rainbow Bridge började byggas i maj månad år 1940 och när den invigdes året efter var den världens största av sin typ. Byggkostnaden var $4 miljoner USD i 1940 års priser.

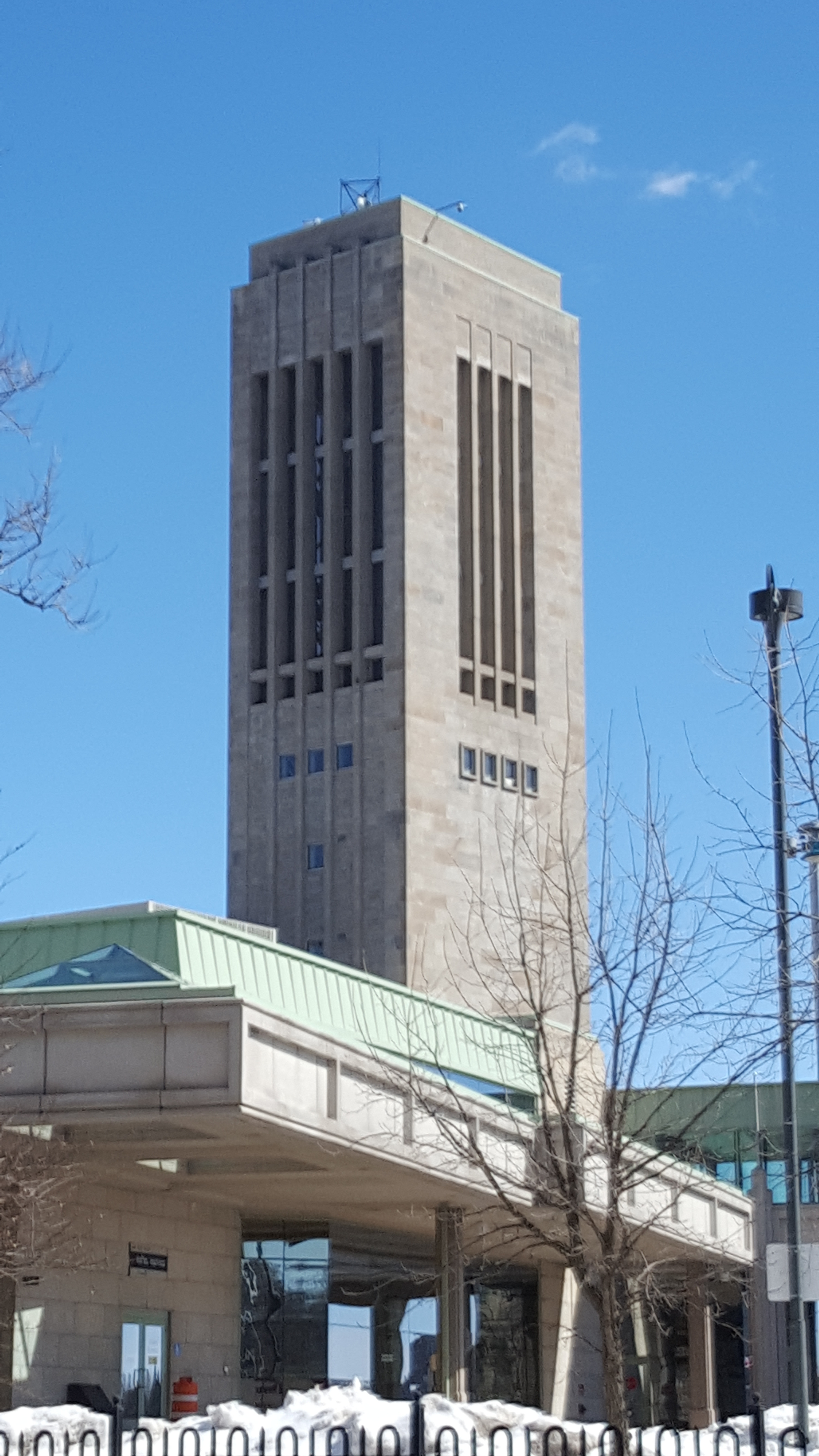
Regnbågstornet

Regnbågstornet och anslutningen på den kanadensiska sidan ritades av arkitekten William Lyon Somerville från Kanada.
År 2000 byggdes anslutningarna och tillfartsvägarna om på båda sidor av bron till en kostnad på $100 miljoner USD.